# Okiharu Yasuoka

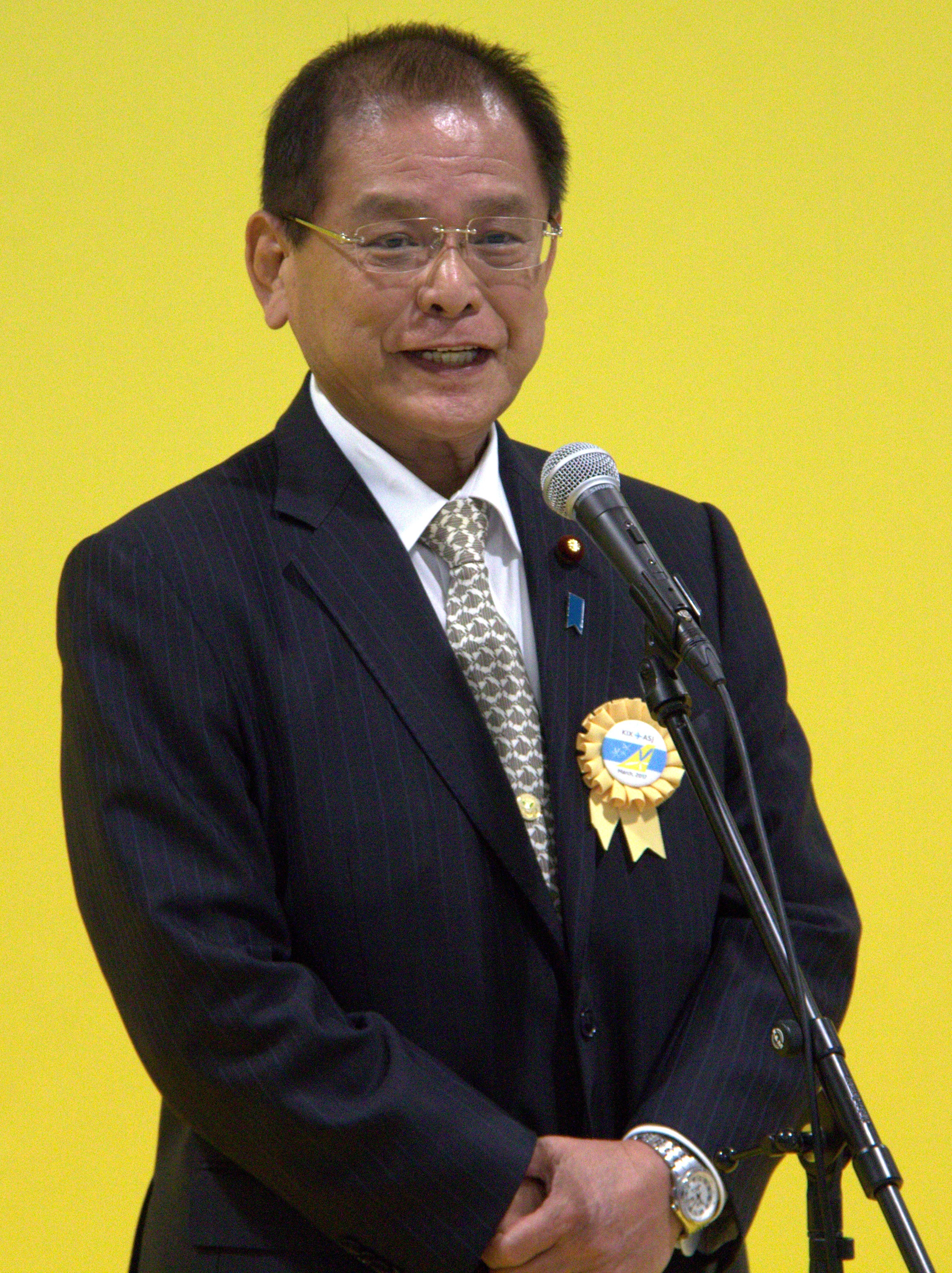
Okiharu Yasuoka (2017)

Okiharu Yasuoka (jap. 保岡 興治, Yasuoka Okiharu; * 11. Mai 1939 in der Präfektur Tokio; gemeldet in Uken auf Amami-Ōshima, Präfektur Kagoshima; † 19. April 2019 in Tokio) war ein japanischer Politiker der Liberaldemokratischen Partei (LDP), Abgeordneter im Shūgiin, dem japanischen Unterhaus, und war zweimal Justizminister im Kabinett. Innerparteilich gehörte er zuletzt der Ishihara-Faktion an.

## Leben
Yasuoka wurde als Sohn des späteren Vizegouverneurs von Kagoshima, Shūgiin-Abgeordneten und Staatssekretärs Takehisa Yasuoka in der Präfektur Tokio geboren. Seine Grund- und Mittelschulzeit verbrachte er in Kagoshima, danach besuchte er die Hibiya-Oberschule in Tokio. Anschließend studierte er bis 1964 Rechtswissenschaften an der Chūō-Universität. Nach seiner Anwaltsprüfung absolvierte er bis 1967 seinen Vorbereitungsdienst (司法修習, shihō shūshū) am Obersten Gerichtshof. Seine folgende Tätigkeit als Richter am Bezirksgericht Kagoshima beendete er schon nach einem Jahr, um seinen Vater im Wahlkampf für die Shūgiin-Wahl 1969 zu unterstützen.
Yasuokas Vater wurde allerdings abgewählt und erklärte seinen Rückzug aus der Politik. Bei der folgenden Shūgiin-Wahl 1972 trat er selbst die Nachfolge seines Vaters an und wurde im Wahlkreis Amami-Inseln, dem landesweit einzigen Einzelwahlkreis, als Unabhängiger erstmals ins Parlament gewählt. Nach der Wahl trat er der LDP bei und schloss sich dort der Tanaka-Faktion an.
Von 1978 bis 1979 war Yasuoka parlamentarischer Staatssekretär (seimujikan) in der Behörde für Staatsland, von 1980 bis 1981 im Finanzministerium. 1985 wurde er stellvertretender Vorsitzender des politischen Forschungsausschusses (PARC) der LDP, zwei Jahre später dann stellvertretender Generalsekretär. 1990 verlor er seinen Wahlkreis an den unabhängigen Torao Tokuda, konnte sein Mandat aber 1993 zurückgewinnen, nachdem der Wahlkreis aufgelöst worden war, und gehörte dem Shūgiin zunächst durchgehend bis 2009 an (1993 im Wahlkreis Kagoshima 1 mit 4 Sitzen, nach der Wahlrechtsreform seit 1996 im Einzelwahlkreis Kagoshima 1). 1994 verließ er zusammen mit Toshiki Kaifu die LDP und schloss sich dessen Jiyū Kaikaku Rengō („Liberaler Reformbund“), später dann der Shinshintō an. Bereits 1995 kehrte er in die LDP zurück.
1999 beteiligte sich Yasuoka an der Gründung der Yamasaki-Faktion. Unter Premierminister Yoshirō Mori gehörte er von Juli bis Dezember 2000 als Justizminister erstmals einem Kabinett an. Im August 2008 berief ihn Yasuo Fukuda erneut in dieses Amt. Bei der Amtsübernahme von seinem Vorgänger Kunio Hatoyama kündigte er an, sich gegen einen Gesetzesentwurf der Parlamentariervereinigung für die Abschaffung der Todesstrafe von Shizuka Kamei zu stellen, nach dem bei dem 2009 beginnenden Schöffensystem eine einstimmige Entscheidung für die Todesstrafe notwendig werden und außerdem eine lebenslange Haftstrafe ohne Möglichkeit auf Bewährung eingeführt werden soll. Yasuoka zufolge sei eine solche Strafe „grausam“ und entspreche nicht der japanischen Kultur. Im September 2008 wurde Yasuoka von Fukudas Nachfolger Tarō Asō durch Eisuke Mori ersetzt. In weniger als zwei Monaten als Justizminister hatte Yasuoka – wie in seiner ersten Amtszeit – drei Erhängungen autorisiert. Bei der Shūgiin-Wahl 2009 verlor Yasuoka seinen Wahlkreis an den Demokraten Hiroshi Kawauchi und verfehlte auch eine Wiederwahl im Block Kyūshū.
Bei der Shūgiin-Wahl 2012 gewann Yasuoka den Wahlkreis Kagoshima 1 zurück und zog erneut ins Shūgiin ein. Anschließend übernahm er bis 2014 den Vorsitz im Sonderausschuss für politische Ethik und das Wahlgesetz. 2014 wiedergewählt, zog sich Yasuoka aus gesundheitlichen Gründen zur Wahl 2017 nach 13 Wahlperioden als Abgeordneter zurück; sein ältester Sohn Hirotake sollte sein Nachfolger werden, unterlag aber knapp Hiroshi Kawauchi (nun Konstitutionell-Demokratische Partei). Am 19. April 2019 starb Yasuoka im Alter von 79 Jahren an Bauchspeicheldrüsenkrebs in einem Tokioter Krankenhaus.